# Подруга
Подруга или подруги са значењем други по реду је израз који се користи да би се описала „супруга у другом браку”. До пред крај двадесетог века ова реч је означавала другу жену коју је муж увео у кућу, у случају када са првом женом није имао деце. Ова друга жена је родила децу, и сви су заједно живели под истим кровом, али за разлику од обичаја у муслиманском свету, прва жена је практично постала члан породице.
Подруга је обичај пренет из албанског народа, а када је реч о првој жени, није се радило о пожртвовању, већ о великој љубави коју је исказала према свом мужу. Свака жена је имала одвојене собе, послове и бриге, али су увек биле заједно.У појединим областима Косова и Метохије овај обичај је био устаљен и било је дозвољено обичајним правом па чак и уз прећутну или отворену сагласност прве неплодне супруге, која из економских разлога није имала где да оде.
"Та жена се није одрекла љубави, ако се одрекла мужа. Домаћин се удаје други пут, а подруга (друга жена) долази да рађа децу, што прва жена не може имати. Прва жена остаје у кући, али не више у својству жене, нема интимности са њом, брак се разводи у цркви, али је прва жена друштвено чувана у кући, она је ту као помоћница.“— Наташа Терзић, “
Даље стоји подробније објашњење:
"Подруга као појава не постоји у хришћанском свету, а дивна је прича о суживоту две жене које су усмерене ка истом циљу, да подигну потомство, није битно што је једна родила, а друга није могла. Кохабитација је била присутна на Косову и Метохији до осамдесетих година двадесетог века. Било је нормално да су се поново венчали и на томе су најчешће на инсистирање прве супруге."“— Наташа Терзић, “
Мада као званични обичај, подруга, се не озакоњава у хришћанском свету он је ипак постојао:
Подруга је први пут описана у Библији где је Сара довела Агару Авраму јер је мислила да неће имати деце, али је у 90. години по Божијем обећању родила Исака. Овај обичај постоји од памтивека, али је у неким културама био распрострањенији, а у другим мање. На Косову и Метохији то је трајало до осамдесетих година прошлог века.“— Наташа Терзић, “
Последња знана подруга је Петкана Филиповић из села Дрена на Косову и Метохији, која је свом супругу Вујици и његовој првој жени Роксанди подарила четири ћерке и сина.